# Comuna Iancu Jianu, Olt
Iancu Jianu este o comună în județul Olt, Oltenia, România, formată din satele Dobriceni, Iancu Jianu (reședința) și Preotești.

## Istoric
Atestările documentare, acte și zapise ce depășesc 600 de ani, precum și atestări arheologice, cum ar fi mormântul unui soldat trac, descoperit pe Dealul lui Bucică din satul Dobriceni din comună, vin să întărească o certitudine, că ne aflăm pe aceste meleaguri de mii de ani. Localitatea a purtat de-a lungul ultimelor sute de ani denumiri diferite, de la Cepturoaia - Ciuturoaia, la Știrbei și actuala denumire improprie, cea de Iancu Jianu. (Localitatea noastră nu a avut nici-o legătură cu așa-zisul haiduc, un aventurier care a ajuns doar până la Mănăstirea Călui, pe care a prădat-o, denumirea respectivă fiind dată de conducerea comunistă a localității, în 1953).
Cepturoaia - Ciuturoaia, adevărata denumire a localității, așa cum este ea atestată documentar, se pare că vine de la numeroasele fântâni cu ciutură, existente aici. Apoi a fost denumită Știrbei, deoarece aici își avea prințul moșii întinse și un palat pe dealul unde acum este liceul. A mai rămas din toata averea prințului o cramă domnească încă folosită.
Localitatea propriu-zisă este împărțită în două: partea sudică, numită și Robiți, cea nordică Ciumegeana. Se pare că denumirea de Ciumegeana vine de la o întâmplare tot de prin jurul anilor 1600 când un detașament răzleț de turci au năvălit peste sat, pe atunci înconjurat de păduri, punând stăpânire pe jumătatea sudică a localității. Locuitorii "de la deal" aflând de atacul turcilor, au venit în ajutorul consătenilor, înarmați cu ce au apucat, predominând "ciumagele" ciomegându-i pe turci, și astfel le-a rămas numele de "ciumegeni". Aceasta întâmplare a mai dat nume și unei păduri, unde s-au retras sătenii după confruntarea cu turcii, pădure care există și astăzi. După ce i-au învins pe turci, oamenii au strâns corpurile neînsuflețite ale turcilor și pe cei răniți și i-au dus să moară într-o zonă a pădurii bântuită de lupi. Aceasta zonă se numește și azi Zăcătoarea - locul unde au fost duși turcii să zacă.
Satul are o bogată moștenire folclorică, de la olărit până la călușarii și lăutarii vestiți și până la săptămânalul târg ce are loc în fiecare duminică, sau bâlciul de Sfântă Mărie pe 15 august.

## Sate componente

### Dobriceni
Satul Dobriceni aparținător localității, a fost atestat documentar cu 418 ani în urmă, mai exact la 29 mai 1589, în timpul domniei lui Mihnea Turcitu. Dacă atestarea satului este clară, în ceea ce privește denumirea sa, există mai multe variante. Unii cercetători cred că ar fi un antroponim de la numele unui om Dobrin- Dobre,, alții cred că denumirea se trage din slavonescul "dobrii" care înseamnă om bun. Ambele variante au fost adoptate de localnici pentru că oameni buni sunt în sat, dar și Dobrini. Dilema numelui satului a fost elucidată de autorul Monografiei Satului Dobriceni, învățătorul Mihai Petrescu, cel care, scuturând praful de pe hrisoave, a reușit să aducă în fața cititorului și a cercetătorilor istoria acestor locuri.

## Biserici
În comună există Biserica "Cuvioasa Paraschiva", atestată încă din anul 1529. Această biserică, prin vechimea sa, are o istorie legată de familia Buzeștilor și de Mihai Viteazul. Se crede ca exista pe vremea lui Mihai Viteazul un tunel subteran care lega Curtea Buzeștilor, localizată la vest de biserică, pe actuala locație a Școlii Generale nr. 1 din localitate, și mănăstirea Călui, aflată la doar 3 kilometri distanță spre sud-vest. Acest tunel era o cale de scăpare a localnicilor din calea turcilor și a altor dușmani.
Cealaltă biserică a satului este datată mai recent, din 1900 și poartă hramul Sfântului Dumitru.

## Obiective turisitice

### Muzeul din Dobriceni
Înființat în anul 1970 și funcționând în incinta Școlii cu clasele I-VIII " Dumitru Popescu" din Dobriceni, Muzeul satului Dobriceni este o colecție de obiecte structurate în cinci categorii. Colecția cuprinde oase de mamut, bancnote, unelte din piatră, costume populare, mobilier scolastic vechi, cărți școlare vechi, o pinacotecă.

### Tabăra de creație plastică -Plai Dobricenean
Din 2005, la începutul lunii septembrie, în organizarea Muzeului satului Dobriceni, la inițiativa învățătorului muzeograf MIHAI PETRESCU un grup de artiști plastici de pe meleagurile oltenești, din care se remarcă maestrii Nicolae Predescu,Ovidiu Bărbulescu, Alexandru Pascu-Gheorghe, Aurora Speranța, Cristian și Monica Dincă și nu în ultimul rînd prof. Florin Rogneanu, directorul Muzeului de Artă,,Jean Mihail,, din Craiova, are loc "Tabăra de Creație Plastică PLAI DOBRICENEAN" la care participă artiștii plastici membri ai U.A.P. din România enumerați, ca mentori ai elevilor talentați din localitate.. Anul 2006, anul celei de a II a ediții,a fost marcat de inaugurarea Pinacotecii unde, cei 12 participanți elevi,și-au finalizat documentația cu vernisarea lucrărilor realizate, vernisare care are loc în nou inaugurata Pinacoteca a Muzeului. Cu această ocazie, domnul înv. Mihai Petrescu și-a lansat,, Monografia Muzeului din Dobriceni,, lucrare ce este un adevărat ghid al istoriei satului. Ediția a III a a taberei,1+3 septembrie 2007, s-a desfășurat în două etape: documentarea la izvoarele Oltețului și vernisarea lucrărilor realizate,la Pinacotecă. În cadrul ediției a IV a,1 - 4 septembrie 2008 desfășurată în stațiunea Straja, organizatorii au hotărat ca lucrările realizate în urma documentării să facă obiectul a două expoziții distincte, mentori și discipoli, vernisate concomitent prin darea in functiune a celei de a doua sali a pinacotecii. Lucrările realizate de cei zece copii, viitori artiști plastici, au putut fi admirate și pe simezele expoziției din holul Casei Corpului Didactic Slatina în luna octombrie 2008, C.C.D- Olt fiind partener, alături de Muzeul de Artă din Craiova, Primăria Iancu Jianu, Liceul Iancu Jianu și Școala Dobriceni în derularea proiectului. Iată-i pe micii artiști, participanți la documentarea de la Straja: Alexandru Nicola-Andu 6 ani, Anca Nițulescu 7 ani,Iliuță Drăghici 10 ani,frații gemeni Drăghici 13 ani,surorile Elena și Maria Popescu 12 ani și 13 ani, Magdalena Giurea 13 ani Ana-Maria Predilă 14 ani și Eli Pătrașcu 13 ani.
Pentru ediția a V a -2009- documentarea va avea loc între 12-15 august la Piatra Neamț, vernisarea lucrărilor făcându-se la pinacotecă duminică, 30 august 2009 orele 10.

## Demografie
Componența etnică a comunei Iancu Jianu
     Români (89,95%)
     Romi (3,1%)
     Alte etnii (6,95%)
Componența confesională a comunei Iancu Jianu
     Ortodocși (92,28%)
     Alte religii (0,74%)
     Necunoscută (6,98%)
Conform recensământului efectuat în 2021, populația comunei Iancu Jianu se ridică la 3.511 locuitori, în scădere față de recensământul anterior din 2011, când fuseseră înregistrați 4.118 locuitori. Majoritatea locuitorilor sunt români (89,95%), cu o minoritate de romi (3,1%). Din punct de vedere confesional, majoritatea locuitorilor sunt ortodocși (92,28%), iar pentru 6,98% nu se cunoaște apartenența confesională.

## Politică și administrație
Comuna Iancu Jianu este administrată de un primar și un consiliu local compus din 13 consilieri. Primarul, Paulică Munteanu[*], de la Partidul Social Democrat, este în funcție din 2016. Începând cu alegerile locale din 2024, consiliul local are următoarea componență pe partide politice:
|  | Partid                    | Consilieri | Componența Consiliului | Componența Consiliului | Componența Consiliului | Componența Consiliului | Componența Consiliului | Componența Consiliului | Componența Consiliului | Componența Consiliului | Componența Consiliului |
|  | ------------------------- | ---------- | ---------------------- | ---------------------- | ---------------------- | ---------------------- | ---------------------- | ---------------------- | ---------------------- | ---------------------- | ---------------------- |
|  | Partidul Social Democrat  | 9          |                        |                        |                        |                        |                        |                        |                        |                        |                        |
|  | Partidul Național Liberal | 2          |                        |                        |                        |                        |                        |                        |                        |                        |                        |
|  | Uniunea Salvați România   | 1          |                        |                        |                        |                        |                        |                        |                        |                        |                        |
|  | Forța Dreptei             | 1          |                        |                        |                        |                        |                        |                        |                        |                        |                        |

## Personalități născute aici
- Sabin Bălașa (1932 - 2008), pictor, scriitor;
- Florin Popescu (n. 1974), canoist.